# Ribera de Arriba
Ribera de Arriba (La Ribera en asturien) est une commune (concejo aux Asturies) située dans la communauté autonome des Asturies en Espagne. Elle est bordée au nord et à l'est par la municipalité d'Oviedo, au sud par Mieres et Morcín et à l'ouest par Santo Adriano. Elle n'est pas très étendue, avec une superficie d'un peu moins de 22 km2, et comptait 1 857 habitants en 2023, avec pour principal centre la capitale Soto de Ribera.

## Géographie
Située dans la comarque d'Oviedo, la capitale de la commune, Soto de Ribera, se trouve à dix kilomètres de la capitale asturienne. 
Le sol du territoire remonte au Dévonien avec une variété de grès, d'ardoise, argile et de calcaire. On trouve des gisements de fer et des carrières de calcaire qui sont ou ont été exploitées à El Caleyo, Las Segadas et Soto de Rey.
Sa topographie est conditionnée par la présence du fleuve Nalón, qui suit une orientation est-ouest et forme une grande vallée. La rivière Caudal le rejoint à Soto de Ribera. Tous deux ont inspiré les armoiries de la municipalité. Ces eaux, autrefois teintées de noir de carbone en raison du processus de lavage minéral, ont aujourd'hui retrouvé leur qualité et abritent différents types d'oiseaux et de faune aquatique. Cet environnement naturel est très apprécié des amateurs de pêche et de sports nautiques tels que le canoë-kayak. 
Quant à ses caractéristiques montagneuses, la commune est entourée de plusieurs montagnes, bien qu'elles ne soient pas très élevées. Dans la partie septentrionale du territoire, la montagne de la Peña Avis (405 mètres) se distingue, tandis que dans la partie méridionale, les hauteurs sont un peu plus élevées, avec la Sierra de Peñerudes, qui dépasse les 600 mètres d'altitude (La Cardosa, 643 mètres). Dans la zone limitrophe de Mieres et de Morcín, on trouve le pic du Gato et la Sierra de Lagos, qui comprend le pic de Mandarrón, point culminant de la commune avec ses 654 mètres. La capitale, Soto de Ribera, se trouve à 148 mètres au-dessus du niveau de la mer.

## Paroisses
La commune de Ribera de Arriba se divise en cinq paroisses civiles :
- Ferreros (Ribera de Arriba)
- Palomar (Palombar)
- Pereda (Perera)
- Soto (Soto Ribera)
- Tellego (Teyego)

## Histoire
Compte tenu de la fertilité et de la douceur du climat, il n'est pas surprenant que les premières occupations soient attestées dès le Paléolithique  par la découverte d'outils et de peintures rupestres . Les vestiges de dolmen s et de châteaux-forts  à La Corona, au Picu Llanza, à El Picu Castiello, au Picu Les Pedreres et au Cueto cerca de Sardín témoignent également de la capacité de défense des premiers habitants.
La première mention documentaire date de 857 : un acte de fondation de l'archevêché d'Oviedo  indique qu'Ordoño Ier cède l'église San Pedro de Ferreros à l'évêché. Un autre acte de donation de la reine Urraque Ire à l'évêque Pelayo d'Oviedo date de 1112, en remerciement de son soutien dans la lutte contre son mari Alphonse Ier. Après de fréquents changements de propriétaires, la région fut finalement rachetée en 1537 sous Philippe II  et proclamée commune autonome.

## Galerie

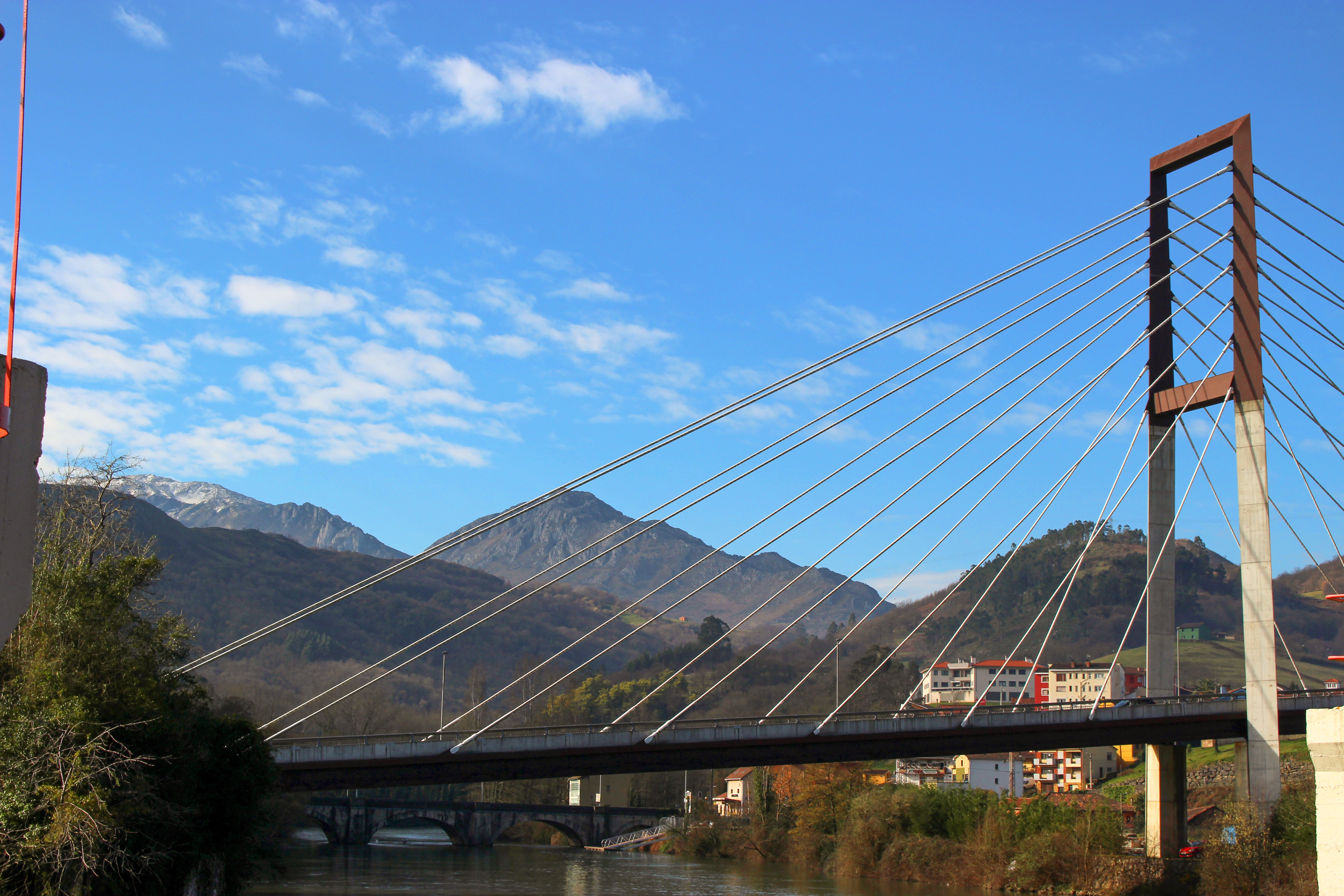
Le pont moderne de Soto de Ribera.
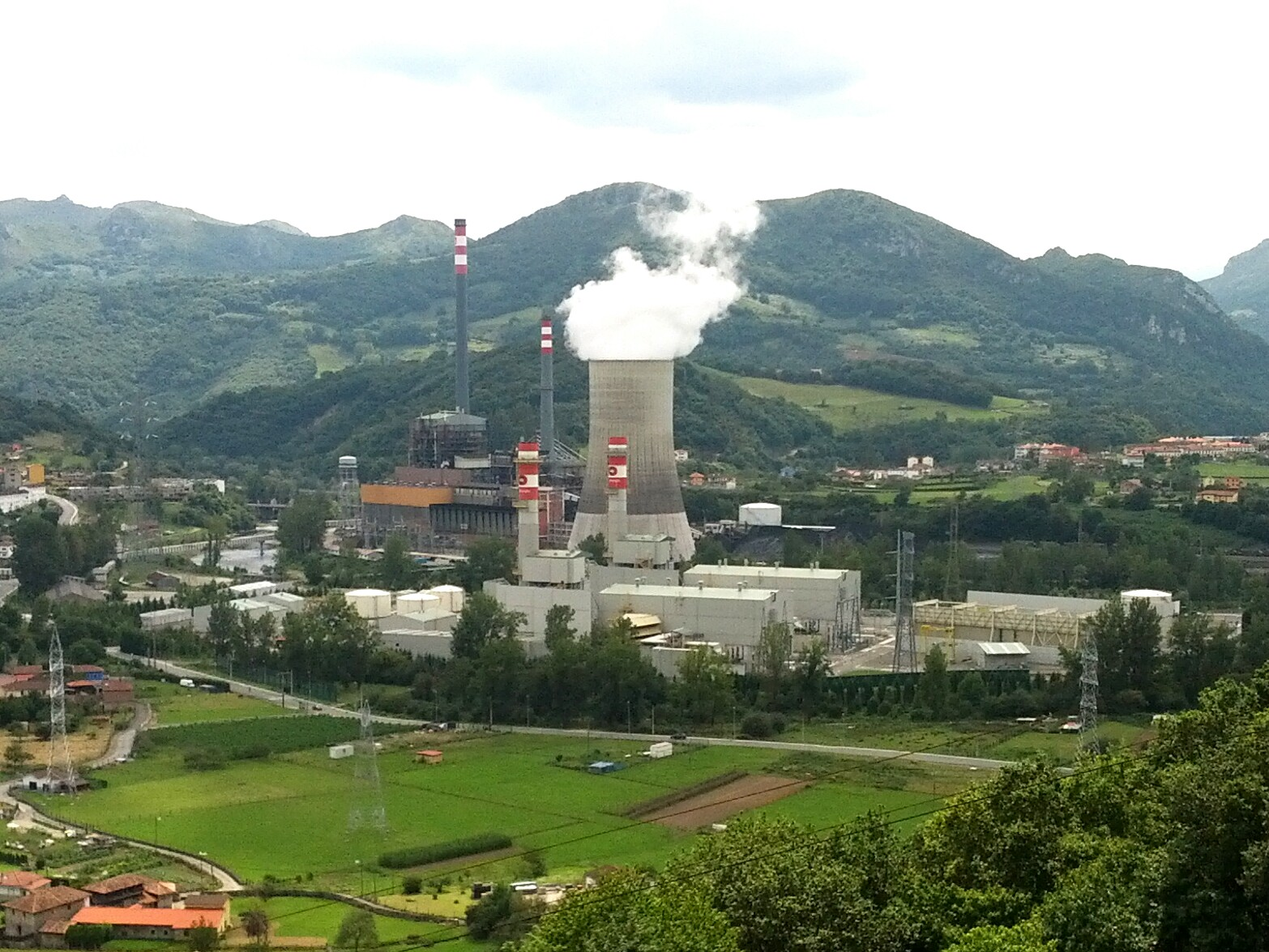
La centrale thermique de Soto de Ribera.
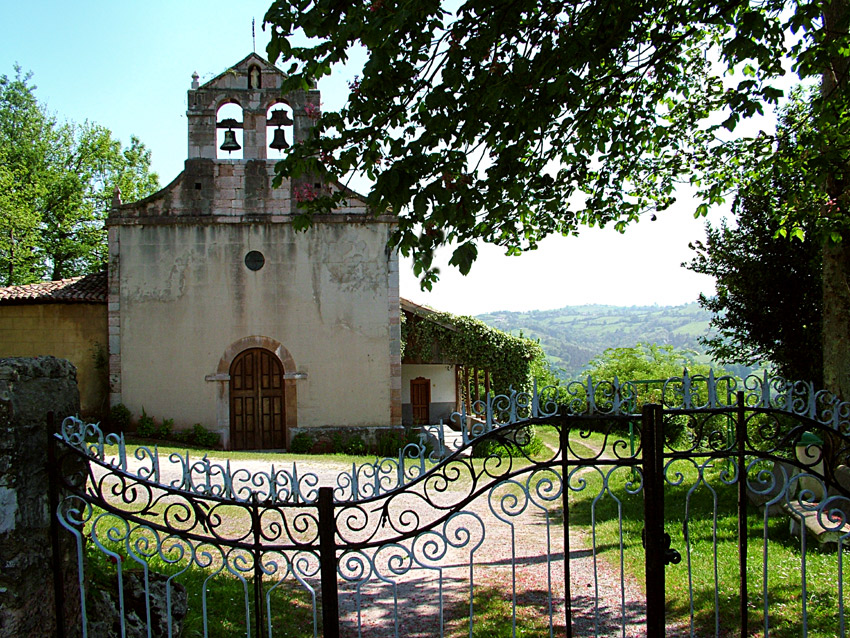
L'église Saint-Nicolas de Tellego.